# Alalcómenas (islas Jónicas)
Alalcómenas (en griego, Αλαλκομεναί) es el nombre de una antigua ciudad griega de las islas Jónicas.
Estrabón dice que Apolodoro la situaba en la isla de Asteria, llamada Asteris por Homero, en un istmo que tenía dos puertos, pero se ha pensado que Estrabón no había interpretado bien lo señalado por Apolodoro y que este último identificaba la isla de Asteria con la actual Ítaca.
Plutarco, por su parte, la ubica en Ítaca y dice que el nombre le fue dado a la ciudad para evocar otra  ciudad de nombre Alalcómenas, en Beocia porque, según una tradición, allí es donde Anticlea había dado a luz a Odiseo.